# Leporinus amazonicus
Leporinus amazonicus är en fiskart som beskrevs av Dos Santos och Jansen A.S. Zuanon 2008. Leporinus amazonicus ingår i släktet Leporinus och familjen Anostomidae. Inga underarter finns listade i Catalogue of Life.